# Cal Comorera
Cal Comorera és una edifici del poble de Palouet, al municipi de Massoteres (Segarra) inclosa a l'Inventari del Patrimoni Arquitectònic de Catalunya.

## Descripció
Edifici de pedra de tres plantes. A la planta baixa, hi ha gran entrada amb arc adovellat de mig punt, amb porta de fusta de doble batent, i una tarja amb vidriera a sobre. A la dreta de l'entrada, hi ha una finestra emmarcada en carreus de pedra i amb ampit. A l'esquerra de la porta, hi ha dues finestres iguals a l'anterior. Al pis següent, hi ha un gran balcó de forja. Hi ha tres sortides al balcó, totes elles estan emmarcades amb carreus. A la golfa, a la part dreta, hi ha dues petites finestres quadrangulars amb reixa de forja, a l'esquerra de la façana, hi ha una rectangular, de dimensions més grans.
A l'interior de planta baixa, hi ha unes arcades ogivals i d'arcs rebaixats.
Hi ha diverses dates inscrites a la façana, la més antiga data de 1601. Actualment s'està restaurant.